# إحسان دقسة
إحسان دقسة (بالعبرية: אחסאן דקסה، 19 فبراير 1983 - 20 أكتوبر 2024) كان ضابطاً في سلاح المدرعات الإسرائيلي برتبة عقيد، وشغل منصب قائد اللواء 401 مدرع. قُتل خلال الاجتياح الإسرائيلي لغزة، ليصبح أرفع رتبة إسرائيلية تسقط في الحرب الفلسطينية الإسرائيلية، وواحدًا من بين أربعة ضباط برتبة عقيد قتلوا منذ بداية الحرب على قطاع غزة.

## حياته
ولد في دالية الكرمل، حيفا في 1983، لأسرة درزية. ودرس في الكلية الأكاديمية الإسرائيلية «أونو»، وتخرج فيها بعدما حصل على درجة البكالوريوس في القانون. جُندّ بعدها في الجيش الإسرائيلي في 2001 بسلاح المدرعات، وخدم فيه سنوات عدة.
شارك دقسة في حرب لبنان الثانية في 2006، وحارب في معركة عيتا الشعب، حدّد خلال المعركة مصدر نيران أصابت قوة المظليين الإسرائيليّة، ودخل بمفرده بدبابته إلى القرية، وعمل على تدمير مصدر النيران، وإجلاء الجنود المصابين، وبسبب جهوده هذه، حصل على ميدالية تقدير من قائد المنطقة الشمالية. أشغل لاحقًا منصب قائد سرية في الكتيبة 75 ضمن اللواء السابع. أصبح نائباً لقائد الكتيبة 77 في 2012، ثم قائداً للواء السابع في 2014، وترقى إلى رتبة مقدم وعُين قائداً للكتيبة 82 في 2016. وفي سبتمبر 2018، عُين قائداً للكتيبة 532 في اللواء 460، ثم ضابط عمليات في القيادة الشمالية في 2019، وعين قائداً للواء الجولان في أغسطس 2021. عاد دقسة من جديد للدراسة في كلية الأمن القومي في أغسطس 2023. لكن معركة طوفان الأقصى أجبرته على العودة إلى منصبه في أكتوبر 2023.
رُقّيَ دقسة إلى رتبة عقيد إبان الاجتياح الإسرائيلي لقطاع غزة، وعُين قائداً للواء 401 التابع للفرقة 162 في قيادة المنطقة الجنوبية في 25 يونيو 2024. كان مسؤولاً عن العمليات العسكرية في مخيم جباليا، وقاد العمليات العسكرية على مستشفى الشفاء وحي الزيتون وبيت حانون وجباليا ورفح.

## مقتله
قتل العقيد إحسان دقسة يوم 20 أكتوبر 2024، وأصيب معه عدد من مساعديه بجروح متوسطة إلى خطيرة. وذلك عندما كان برفقة 3 ضباط آخرين في دبابتين داخل جباليا بمنطقة الاشتباكات، وعندما خرج مع الضباط من الدبابتين مسافة 20 مترًا، وأثناء تحركهم انفجرت عبوة ناسفة بهم. بسبب رتبته الرفيعة في الجيش الإسرائيلي شارك الآلاف في جنازته، وكان من بين المشاركين وزير الحربية الإسرائيلي يوآف غالانت، ونائب رئيس الأركان أمير برعام، ورئيس ضباط المدرعات أوهاد ماور.

## حياته الخاصة
كان متزوجًا ولديه ثلاثة أطفال وأسماؤهم: عُمري، ريف وياسمين.